# Vjeran Katunarić
Vjeran Katunarić (* 20. April 1949 in Travnik) ist ein kroatischer Soziologe.

## Leben
Er wuchs in Zadar auf und studierte Soziologie an der Universität Zagreb. Dort war er zunächst als Assistent, ab 1986 als ordentlicher Professor für Soziologie tätig. Seit 2010 ist er ordentlicher Professor für Soziologie an der Universität Zadar. Zu seinen Forschungsschwerpunkten gehören interethnische bzw. interkulturelle Beziehungen.

## Veröffentlichungen
- Vanjske migracije i promjene u porodici / External migration and changes in the family. 1978.
- Ženski eros i civilizacija smrti. 1984.
- Teorija društva u frankfurtskoj školi. (Die Gesellschaftstheorie der Frankfurter Schule), 1990, ISBN 86-349-0259-5.
- Bogovi, elite, narodi. Studija. (Götter, Eliten, Völker. Studien), 1994, ISBN 953-6160-09-9.
- mit Sonja Podgorelec und Melita Švob: Kirche und Disco. Der soziokulturelle Kontext und die Orientierung der Jugendlichen im Stadtteil Dubrava (Zagreb). In: Josef Held u. a. (Hrsg.): Jugend zwischen Ausgrenzung und Integration. Band 2: Ergebnisse eines internationalen Projekts. 1999, ISBN 3-88619-320-9, S. 275–294.
- mit Biserka Cvjetičanin: Cultural policy in Croatia. National report. 1999, ISBN 953-6096-15-3.
- Sporna zajednica. Novije teorije o naciji i nacionalizmu. 2003, ISBN 953-222-090-9.
- Lica kulture. (Gesichter der Kultur), 2007, ISBN 978-953-249-045-9.
- Civic education in the European countries. In: Karin E. Sauer, Josef Held (Hrsg.): Wege der Integration in heterogenen Gesellschaften. Vergleichende Studien. 2009, ISBN 978-3-531-16783-1, S. 132–147.
- Neven Budak (Hrsg.): Hrvatski nacionalni identitet u globalizirajućem svijetu (Kroatische nationale Identität in einer globalisierten Welt), 2010, ISBN 978-953-270-036-7.